# Baschan

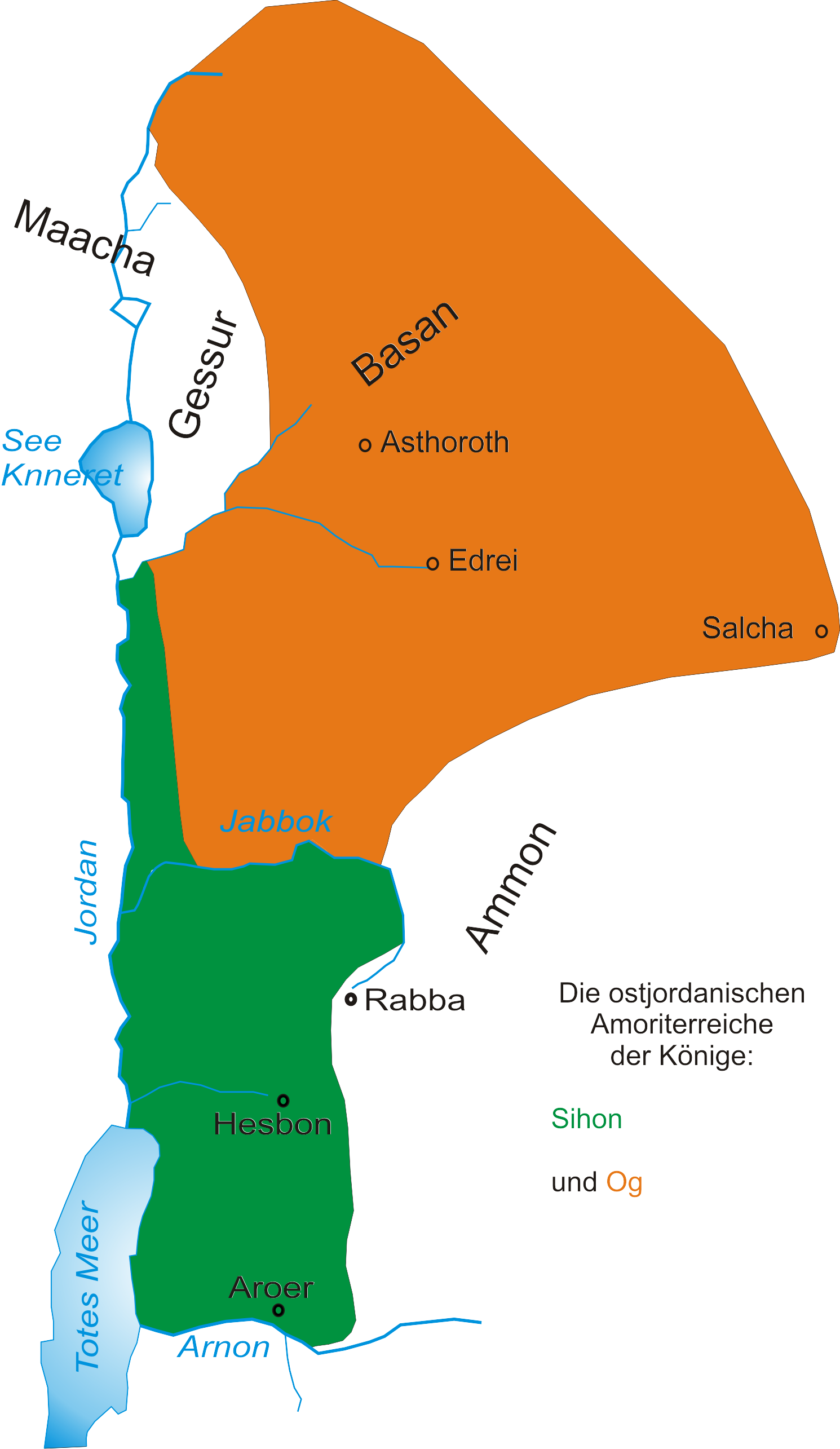
Ostjordanische Amoriterreiche

Baschan oder Basan, „Land der Riesen“, ist ein früheres Gebiet im Land Kanaan, das vor allem im Alten Testament erwähnt wird.

## Geschichte
Nach der biblischen Erzählung waren die ursprünglichen Bewohner dieses Hochlands die Rafaïter, ein amoritischer Stamm, der von einem König regiert wurde (Gen 14,5 ). Im Alten Testament wird das Königreich von Baschan auch als der „Rest der Rafaïter“ (Jos 12,4 ) bezeichnet.
Der Bibel zufolge wurde Baschan vom Volk Israel erobert, als der König Baschans, Og, ihm die Durchreise verweigerte und es daraufhin zum Kampf kam (Num 21,33 ). Baschan umfasste, vom Jordan bis zu den Städten Salchad und Edreï (im heutigen Syrien), zu dieser Zeit 60 stark befestigte Städte, an deren Einwohnern nach der Niederlage Ogs der sogenannte Gottesbann vollstreckt wurde – die Ausrottung der Einwohner (Lev 3 ).
Die Bibel nennt Og den letzten der Riesen Baschans. Sein Bett (oder Grab) sei 9 Ellen lang und 4 Ellen breit (umgerechnet 4,05 × 1,80 m) gewesen (Dtn 3,11 ). Laut Bibel ging Baschan nach der Eroberung an Jaïr, den Sohn des Manasse, der das Land „Dörfer Jaïrs“ nannte.
In der Bibel wird Baschan insgesamt in 50 Versen erwähnt.